# رايكيانسبير
رايكيانسبير (بالآيسلندية: Reykjanesbær)‏ مدينة في آيسلندا.

## مدن شقيقة
- كيرافا، فنلندا.
- كريستيانساند، النرويج.[4]
- Miðvágur، جزر فارو.
- أورلاندو، فلوريدا، الولايات المتحدة.[5]
- ترولهتان، السويد.